# 함박로 (인천)
함박로(Hambak-ro)는 인천광역시 연수구 연수동에 있는 인천광역시도로, 총 연장은 939m이다. 도로의 명칭이 유래된 것은 함씨와 박씨가 모여사는 함박촌이라는 옛 지명을 반영한 것에서 유래되었다.

## 역사
- 2009년 7월 9일 : 도로명으로 함박로를 고시

## 지리
- 주요 경유지 : 연수1동
- 접촉하는 도로 : 비류대로

## 특이 사항
부평구에 위치한 광장로와 비슷하게 U자형 선형을 가지고 있으며, 기종점 모두 비류대로와 접하고 있다.

## 같이 보기
- 함박뫼로
- 함박안로